# Burkinische Fußballnationalmannschaft
Die burkinische Fußballnationalmannschaft tritt unter diesem Namen an, seit der westafrikanische Staat Obervolta 1984 in Burkina Faso umbenannt wurde.
Der Mannschaft ist es bisher noch nicht gelungen sich für eine Fußball-Weltmeisterschaft zu qualifizieren. Für den Afrika-Cup konnte sich die Mannschaft qualifizieren. Die Mannschaft belegt in der FIFA-Weltrangliste Platz 52 (Juli 2018). Größter Erfolg der seit der Unabhängigkeit der ehemaligen französischen Kolonie 1960 bestehenden Mannschaft war lange Zeit das Erreichen des vierten Platzes bei der Afrikameisterschaft 1998 im eigenen Land, bis bei der Afrikameisterschaft 2013 in Südafrika der Sprung ins Finale gelang, wo die Nationalmannschaft Nigerias 1:0 gewann.
Nationaltrainer ist seit März 2024 Brama Traoré. Der Spitzname Les Étalons (frz. ‚die Hengste‘) bezieht sich auf den Hengst der legendären Mossiprinzessin Yennenga aus dem 15. Jahrhundert.

## Geschichte

### 1960er-Jahre

Flagge Obervoltas

Eine obervoltaische Auswahl wurde schon vor der im August 1960 von Frankreich erlangten Unabhängigkeit zusammengestellt. Für das Jahr 1959 sind zunächst Roubilat, später Bernier als Namen von sélectionneurs überliefert. Das Team soll im April 1959 zu einem Spiel gegen Niger angetreten sein, das unter zweifelhaften Umständen verloren worden sein soll.
Im April 1960 wurden in Antananarivo (Madagaskar) die Jeux de la Communauté ausgetragen, bei denen Wettbewerbe in verschiedenen Sportarten zwischen Athleten aus dem französischen Mutterland, den Überseegebieten und den Mitgliedern der Communauté française ausgetragen wurden. Am 13. April kam die obervoltaische Mannschaft zu einem 5:4-Sieg gegen Gabun, dem im Viertelfinale eine 1:6-Niederlage gegen Gastgeber Madagaskar folgte. Im Aufgebot standen folgende 15 Spieler von sechs verschiedenen Vereinen: Ahmadou Bamba, Seydou Bamba, Kalifa Diabaté, Zingoudi Kaboré, Henri Koblavi, Robert Koblavi, Sotigui Kouyaté, Baba Maïga, Bernard Ouédraogo, Emmanuel Ouédraogo, Kabirou Sall, Cazimir Siba, Idrissa Sidibé, Fousséni Traoré und Lamine Traoré. Im Dezember 1961 trat Obervolta bei den Jeux de l’Amitié 1961 in Abidjan (Elfenbeinküste) an, dem Nachfolgewettbewerb für die nun unabhängig gewordenen Staaten, auch solchen, die nicht zum französischen Kolonialreich gehört hatten. Einem 5:1-Sieg gegen Liberia standen ein 1:1-Unentschieden gegen die Zentralafrikanische Republik und eine 1:2-Niederlage gegen Gastgeber Elfenbeinküste gegenüber. Auch bei den Jeux de l’Amitié 1963 in Dakar (Senegal) zwei Jahre später nahm Obervolta wieder mit einer Fußballauswahl teil. Der 0:4-Niederlage gegen Gabun folgten zwei weitere Spiele, wobei Gegner und Ergebnisse unklar sind. Zu den Spielern von 1960 gesellten sich nun einige junge Talente wie Sibiri Ango Traoré, François Tapsoba und Dakarois.
Nachdem der nationale Fußballverband 1964 Mitglied des Weltverbandes FIFA und der Kontinentalföderation CAF geworden war, nahm Obervolta an der Qualifikation zu den Panafrikanischen Spielen 1965 teil, scheiterte aber in seiner Gruppe als Dritter unter fünf Mannschaften. 1967 beteiligte sich das Nationalteam erstmals an den Ausscheidungsspielen zur Afrikameisterschaft, musste sich aber Algerien und Mali geschlagen geben. 1966 war nach den Obervoltaern Moussa Namoko, Issaka Tanli, Martin Kaboré und Mamadou Ouattara mit dem Franzosen Guy Fabre zum ersten Mal ein ausländischer Profitrainer engagiert worden. Unter Fabre wurde die Talentsichtung auf das ganze Land ausgeweitet, nachdem die Nationalspieler zuvor nur aus den beiden großen Städten Ouagadougou und Bobo-Dioulasso rekrutiert worden waren. Für Trainingslager im Ausland wurden finanzielle Anstrengungen unternommen, so kam es zu einem Testspiel in Marseille gegen Olympique Marseille.
Insgesamt waren die Leistungen der Nationalmannschaft in den Anfangsjahren schwankend, da es am Willen fehlte, den Fußball im Lande strukturell zu verbessern. Schon die Teilnahme, das heißt das Austragen von Freundschaftsspielen unter obervoltaischer Flagge, war den Verantwortlichen genug. Vor allem in den Anfangsjahren der Herrschaft von Staatspräsident Sangoulé Lamizana (im Amt von 1966 bis 1980) wurde Fußball als nachrangig bewertet.

### 1970er-Jahre

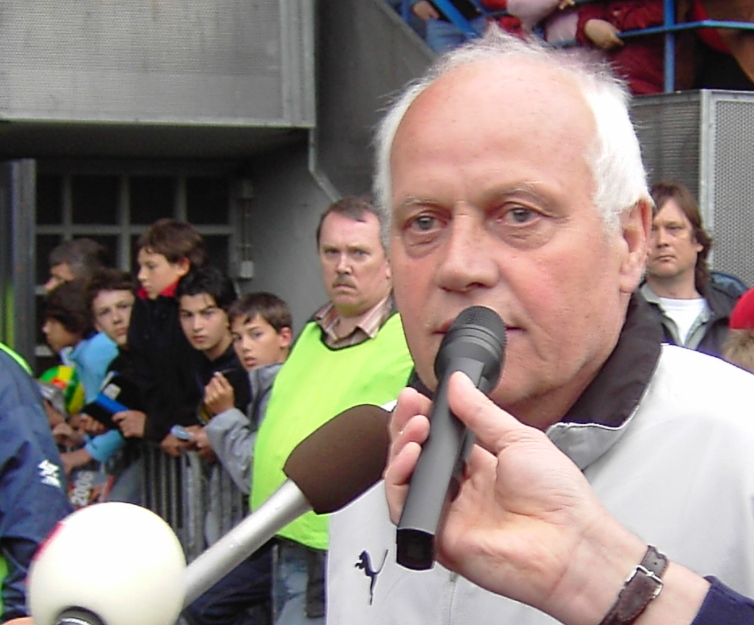
Otto Pfister war Ende der 1970er-Jahre Trainer in Obervolta

In den 1970er-Jahren kam es durch den Anstieg privaten Unternehmertums im Lande zu einem vermehrten Engagement im Fußball und auch die Politik setzte mit der Einrichtung eines Sportministeriums 1971 ein Zeichen.
In den Qualifikationsspielen zu den Panafrikanischen Spielen 1973 in Lagos (Nigeria) setzte sich das Team gegen Niger und Dahome durch. In der qualitativ ausgeglichenen Gruppe, die nach dem Rückzug Togos drei Mannschaften umfasste, erreichte Obervolta mit drei Siegen in vier Spielen den ersten Platz. Basis des Erfolges der im 4-3-3-System spielenden Mannschaft war die starke Abwehr um Boukary Ouédraogo (genannt Panier), während die relativ geringe Körpergröße des Torwarts Sidiki Diarra und die Stürmer mit überstürztem, ungeschicktem Spiel und übertriebenem Individualismus Schwachpunkte darstellten. Beim Turnier verlor Obervolta unter Trainer Bernard Bayala alle drei Spiele gegen Kongo, Guinea und Ägypten, galt Beobachtern zufolge aber als eine der großen Offenbarungen des Turniers. Das favorisierte Guinea, den späteren Finalisten, um Chérif Souleymane brachten sie mit quirligem Spiel ins Wanken, konnten die Niederlage aber nicht verhindern. Gegen Ägypten ging die Mannschaft schnell mit zwei Toren in Führung, verlor aber doch mit 2:4.
Die AM-Qualifikation für 1974 endete mit einer 0:5- und einer 1:4-Niederlage gegen das überlegene Zaire. 1976 nahm Obervolta zum ersten Mal an einer WM-Qualifikation teil, scheiterte aber an der Elfenbeinküste. Während des Engagements des Deutschen Otto Pfister konnte Obervolta als Nachrücker für die Elfenbeinküste 1978 zum ersten Mal an einer Afrikameisterschaft teilnehmen und trotz dreier Niederlagen (gegen Ghana, Nigeria und Sambia) in der Vorrunde international auf sich aufmerksam machen. Pfister, der im Rahmen deutsch-obervoltaischer Zusammenarbeit zu seinem Posten gekommen war, fungierte zugleich als technischer Berater des Verbandes. Im Zusammenhang mit seiner Tätigkeit formulierte das Sportministerium einen Aktionsplan für die Nationalmannschaft. Die Nationalmannschaft profitierte zu diesem Zeitpunkt von der Qualität und dem Mannschaftsgeist des erfolgreichen Teams Kadiogo Club Ouagadougou, das ebenfalls von Pfister trainiert wurde.
Weitere bedeutende Spieler der 1960er- und 1970er-Jahre waren André 39, Cyrille Bandaogo, Abdoulaye Compaoré, Harouna Diakité, Boubacar Fofana, Guiré, Hubert Hien, Joseph Kaboré (genannt Sap Olympique), Jérémie Koblavi, Mamadou Koïta (genannt Sorcier), Justin Mevi, Thomas Nignan, Pascal Ouédraogo (genannt Docteur Ballon), Drissa Traoré (genannt Dri Ballon), Nouhoun Traoré, Soumaïla Traoré (genannt Assurance), Jacques Yaméogo und Paul Yaméogo.

### 1980er-Jahre
Im Jahr 1981 kassierte Obervolta die bis heute höchste Niederlage mit einem 0:7 in Algerien anlässlich der Qualifikation zur Afrikameisterschaft 1982. Die Revolution Thomas Sankaras im Jahre 1983 änderte die Situation des Fußballs im Lande. Es bestand nun ein deutlicher politischer Wille zur Förderung des Sports, die unter Blaise Compaoré seit seiner Herrschaft 1987 über das nun Burkina Faso genannte Land ihren Höhepunkt finden sollte. Unter seinem Einfluss entwickelte sich ein wirkliches Bewusstsein für die Nationalmannschaft. Den Rahmen für die weitere Entwicklung für dieses Bewusstsein boten feste Spieltermine. Priorität in den 1980er-Jahren war die Teilnahme an den Westafrikameisterschaften (CSSA Nations Cup) 1982 (in Benin), 1984 (im eigenen Land), 1986 (in Ghana) und 1987 (in Liberia). 1982 gelang das Erreichen des Dritten Platzes im Elfmeterschießen gegen die Elfenbeinküste. Im November 1984 hatte sich das Team zum ersten Mal nach der Revolution Thomas Sankaras, jetzt als Burkina Faso, bei einem internationalen Wettbewerb präsentiert. Nationaltrainer während der 1980er-Jahre waren Daniel Coulibaly, Soumaïla Diallo und Pihouri Webonga.
Zu Ende des Jahrzehnts wurde Burkina Faso vom Deutschen Heinz-Peter Überjahn betreut. Erst 1988 nahm die Auswahl wieder an einer WM-Qualifikation teil, scheiterte aber an Libyen. Auch die Teilnahme an der AM-Qualifikation für 1990 war mit dem Ausscheiden gegen Gabun schnell beendet.

### 1990er-Jahre
Anfang der 1990er-Jahre kam es zu kurzen Gastspielen des Brasilianers Carlos Barrios und des Algeriers Amokrane Oualiken. In der AM-Qualifikation für 1992 scheiterte Burkina Faso nur knapp, zog sich aber anschließend nach anfänglicher Meldung von den Qualifikationsspielen zur WM 1994 und nach zwei absolvierten Begegnungen anlässlich der AM-Qualifikation 1994 zurück. Eine Wende kam 1992 mit der Verpflichtung des ehemaligen Nationalspielers Idrissa Traoré (genannt Saboteur). Traoré verjüngte das Team und erfuhr breite Unterstützung, unter anderem von Staatspräsident Blaise Compaoré, und profitierte von den Impulsen, die Anfang der 1990er-Jahre von zahlreichen Akteuren ausgingen, um den Fußball im Land zu entwickeln. Zu diesem Zeitpunkt konnte zum ersten Mal von einer echten Nationalmannschaft gesprochen werden, da die Arbeit des Teams, dem nun regelmäßige Unterstützung durch die Bereitstellung der notwendigen Mittel zuteilwurde, erstmals langfristig ausgerichtet war. 1996 konnte sich das Land denn auch zum ersten Mal aus eigener Kraft für die Afrikameisterschaft qualifizieren, ein Ziel, das den Verantwortlichen besonders wichtig gewesen war, um die Ausrichtung des folgenden Turniers im eigenen Land auch sportlich zu legitimieren. Trotz einer guten Qualifikation wurde das Turnier zu einer großen Enttäuschung. Konnte in der Qualifikation noch das Team von Marokko aus dem Wettbewerb geworfen werden, folgten in Südafrika drei Niederlagen, zwei 1:2-Niederlagen gegen Sierra Leone und Algerien sowie ein deutliches 1:5 gegen Sambia. Traoré wurde in Folge durch seinen Assistenten Calixte Zagré ersetzt. Als Burkina Faso bei der Qualifikation zur WM 1998 sechs Spiele in Folge verlor, wurden nacheinander der Bulgare Iwan Wuzow, der im November Nationaltrainer 1996 geworden war, und der Ghanaer Malik Jabir entlassen.
Um das Turnier im eigenen Land 1998 zu einem sportlichen Erfolg werden zu lassen, wurde dem Franzosen Philippe Troussier alle erdenkliche Unterstützung zuteil. So wurden Trainingslager im Ausland und Testspiele organisiert sowie der Trainerstab erweitert. Nach einer Auftaktniederlage gegen Kamerun gelang mit zwei Siegen gegen Algerien und Guinea der Einzug ins Viertelfinale gegen Tunesien, das im Elfmeterschießen bezwungen werden konnte. Die Étalons profitierten dabei von der Unterstützung des euphorischen Heimpublikums. Im Halbfinale schied das Team mit 0:2 gegen Ägypten aus; am Ende stand Platz 4 zu Buche, nach einer dramatischen Niederlage gegen die Demokratische Republik Kongo im Elfmeterschießen. Nach dem Abschied Troussiers führte der Franzose Didier Notheaux die Étalons durch die Qualifikation für 2000, wurde aber trotzdem vom Verband entlassen.

### 2000er-Jahre

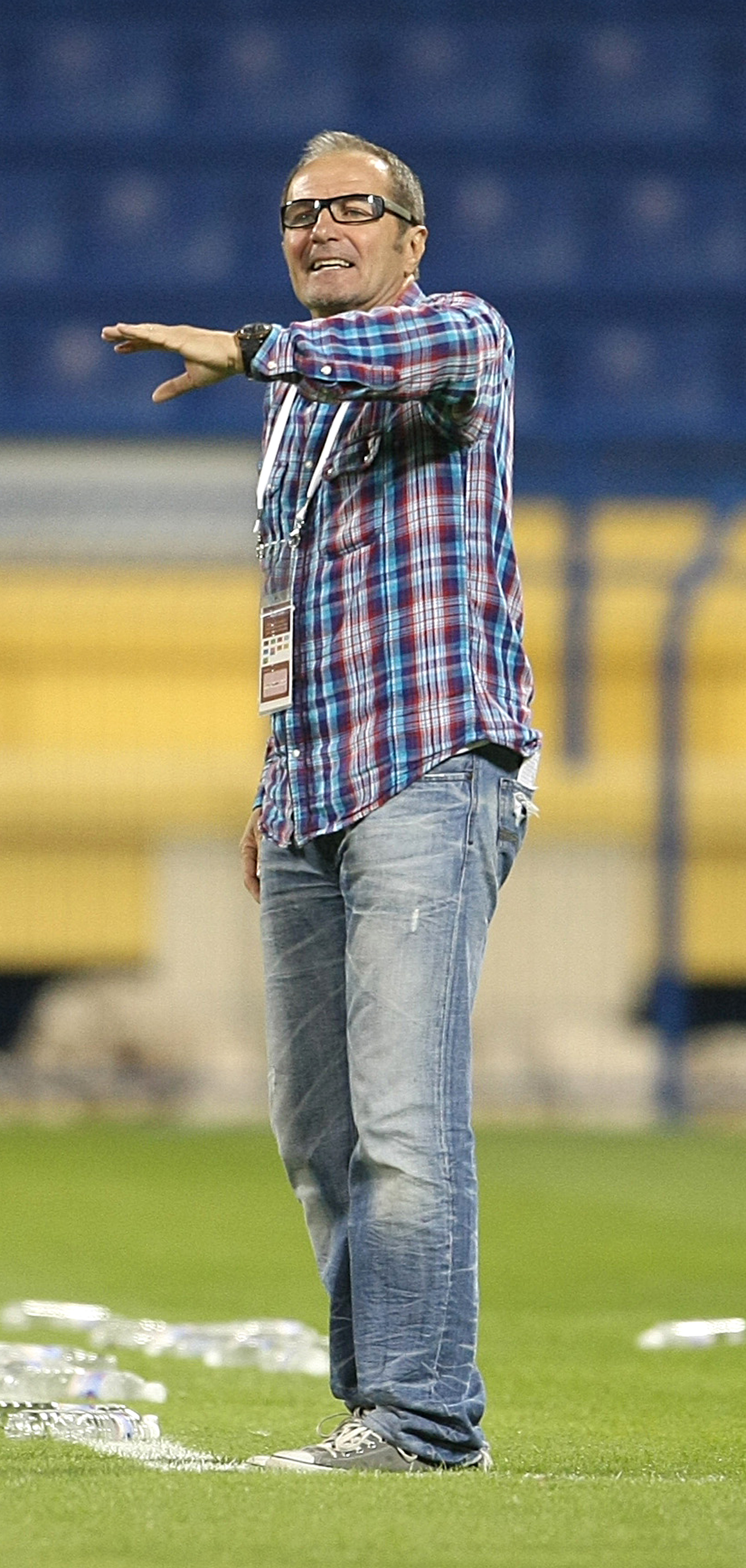
Bernard Simondi war Trainer von 2005 bis 2006

Den Erfolg von 1998 konnte man in den folgenden Jahren nicht mehr wiederholen. 2000 (unter Trainer René Taelman), 2002 (unter Jacques Yaméogo), 2004 (unter Jean-Paul Rabier) kam jeweils mit nur einem gewonnenen Punkt das Aus in der Vorrunde. 2000 in Ghana und Nigeria scheiterte der kurz zuvor engagierte Belgier Taelman in der Vorrunde mit acht Gegentoren in drei Spielen. Kurz vor dem Turnier 2002 in Mali wurde der Argentinier Oscar Fulloné durch das einheimische Trainergespann Jacques Yaméogo und Pihouri Webonga ersetzt. Einem Unentschieden gegen WM-Teilnehmer Südafrika folgten Niederlagen gegen Marokko und Ghana. Beim Turnier 2004 in Tunesien gelang zwar im ersten Spiel ein Unentschieden gegen Senegal, den WM-Viertelfinalisten von 2002, doch folgten ein 1:3 gegen Mali und ein 0:3 gegen Kenia. Obwohl durch einen Sieg die Chance auf den Viertelfinaleinzug bestand, sah der Trainer das Turnier schon vorher als beendet an. Er hatte zuvor schon das Ende seines Engagements nach dem Turnier bekanntgegeben. So wurden in den Medien Motivationsmangel und die schlecht von Rabier eingestellte Abwehr als Grund für das Ausscheiden angesehen.
Für 2006 und 2008 wurde die Qualifikation anschließend sogar ganz verpasst. Ivica Todorov hatte als Rabiers Nachfolger keinen Erfolg in der kombinierten Qualifikation zu AM und WM 2006 und wurde nach einer Heimniederlage gegen Kap Verde entlassen und durch Bernard Simondi ersetzt, dessen Vertrag aufgelöst wurde, als er sich ohne Rücksprache nach Frankreich begeben und dort einen Posten als Assistenztrainer angenommen hatte. Die erneute Anstellung von Idrissa Traoré endete 2007, nachdem dieser in einem Radiointerview angekündigt hatte, nach Vertragsende Klartext reden und seine Rechnungen mit Verbandsmitgliedern begleichen zu wollen. Der Verband löste daraufhin den Vertrag. Nach fünf Niederlagen in Serie und dem sang- und klanglosen Ausscheiden aus der Qualifikation zur AM 2008 endete auch die Amtszeit des Franzosen Didier Notheaux bei seinem zweiten Engagement bei den Étalons.
Erst ein halbes Jahr später wurde im März 2008 der Portugiese Paulo Duarte als Nachfolger vorgestellt. Er bekam einen Zweijahresvertrag und brachte ein Betreuerteam aus Portugal mit. Sein erstes Spiel, ein Testmatch in Portugal gegen Kap Verde, ging mit 0:1 verloren, doch konnte er das Team teilweise mit Erfolg durch die kombinierte Qualifikation zu AM und WM 2010 führen. Die WM-Teilnahme wurde nur knapp wegen zweier Niederlagen gegen die Elfenbeinküste verpasst, doch konnte die Teilnahme am Kontinentalturnier in Angola gesichert werden. Dort trug das Team nach dem Rückzug Togos nur zwei Spiele aus und blieb bei einem gewonnenen Punkt torlos gegen Ghana und die Elfenbeinküste.

### Seit 2010

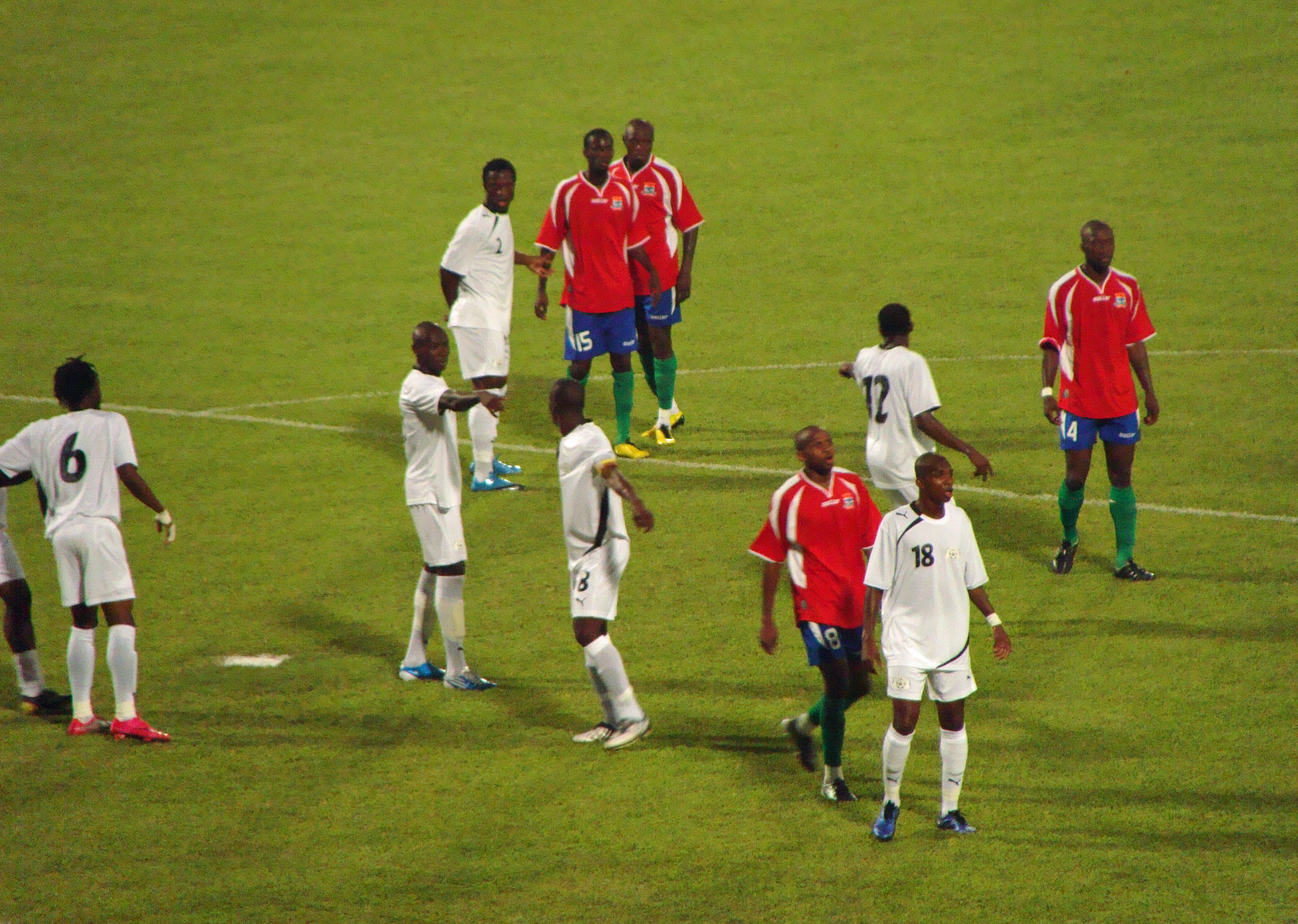
Qualifikationsspiel gegen Gambia 2010

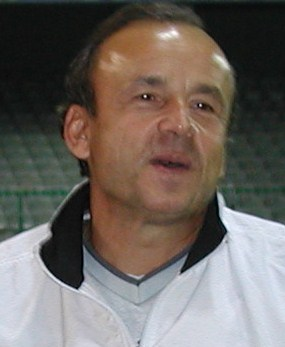
Der Deutsch-Franzose Gernot Rohr war 2015 kurzzeitig Trainer Burkina Fasos

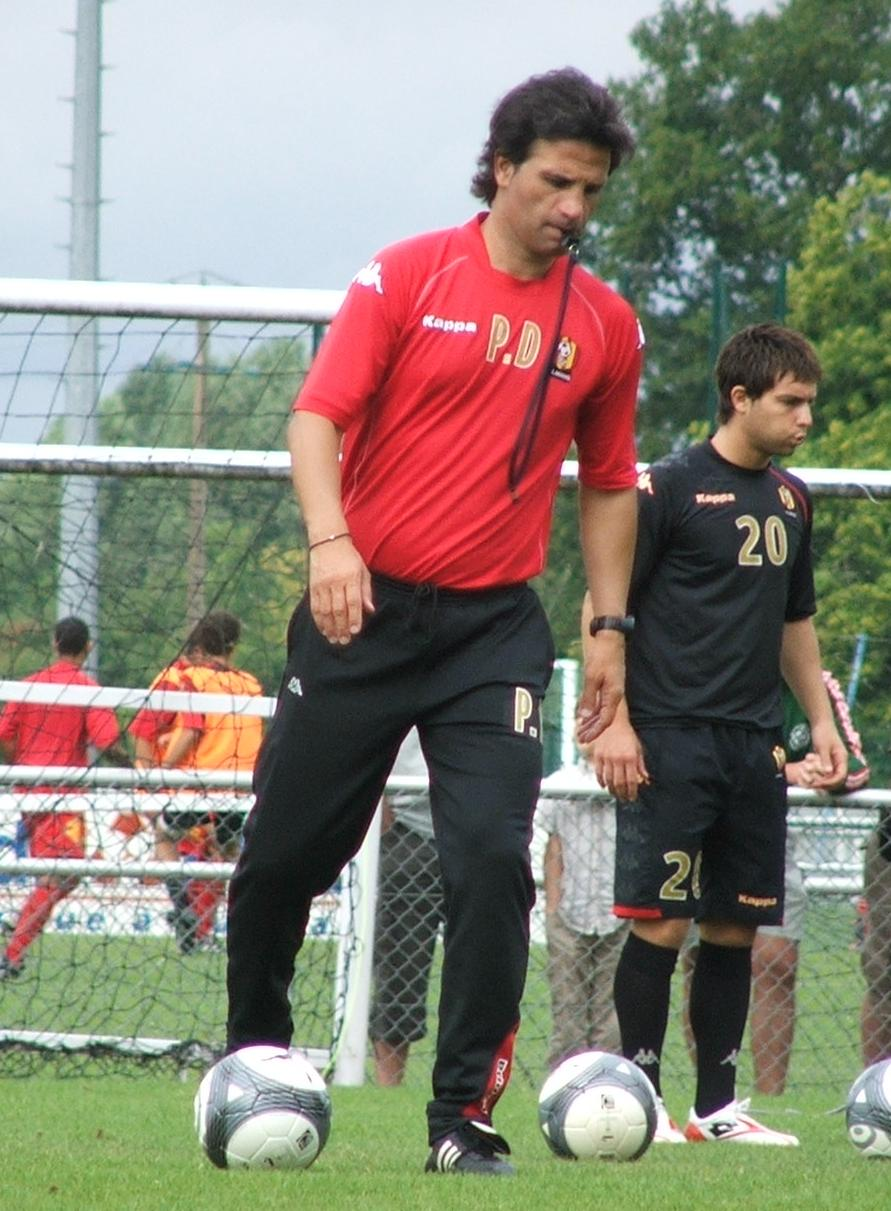
Seit Anfang 2016 zum zweiten Mal Nationaltrainer: Paulo Duarte

Die in Frankreich ausgetragenen Testspiele waren die ersten nach der Afrikameisterschaft im Januar und dienten der Vorbereitung auf das Qualifikationsspiel gegen Gambia für die 2012 in Gabun und Äquatorialguinea. Dem 3:1 folgten zwei weitere Testbegegnungen in Europa, gegen Namibia gelangen anschließend 4:0- und 4:1-Siege, die die Étalons der Qualifikation näher brachten. Erst nachdem der Internationale Sportgerichtshof am 10. Januar 2012 einen Einspruch des namibischen Verbandes NFA zurückgewiesen hatte, war die Teilnahme am Turnier endgültig gesichert. Namibia hatte die Spielberechtigung des in Kamerun geborenen Hervé Zengué für die Qualifikationsspiele bezweifelt. Zum ersten Spiel der Saison 2011/12 war die Mannschaft auf Einladung des südafrikanischen Verbandes SAFA zu einem Testspiel nach Johannesburg geflogen. Die Burkiner waren allerdings deutlich geschwächt, da zahlreiche Auslandsprofis aus Europa auf die Reise verzichteten und in Burkina Faso tätige Spieler nicht rechtzeitig Visa bekommen hatten. Nach der 0:3-Niederlage forderten südafrikanische Medien eine Teilrückzahlung des der FBF gezahlten Geldes, Paulo Duarte dagegen sah dagegen einen bewussten Versuch von südafrikanischer Seite, durch einen Sieg gegen ein geschwächtes Burkina Faso (zu diesem Zeitpunkt Nummer 4 der afrikanischen Länder der FIFA-Weltrangliste) in der Weltrangliste vorzurücken. Das Freundschaftsspiel gegen Äquatorialguinea am 3. September 2011 – das erste Spiel der Étalons gegen den Mitausrichter der Afrikameisterschaft 2012 – war das erste Spiel der Nationalmannschaft in Bobo-Dioulasso seit 2001. Das Jahr endete mit zwei Testspielen in Frankreich, die Teil der Vorbereitung für die Afrikameisterschaft im Januar 2012 waren. In der Vorrundengruppe B traf Burkina Faso dort auf Angola (1:2), die Elfenbeinküste (0:2) sowie Sudan (1:2) und schied damit ohne Punktgewinn aus. Obwohl er vom Verband entlassen worden war, saß Duarte beim folgenden Testspiel gegen Marokko wieder auf der Bank. Duarte argumentierte, dass sein Vertrag noch bis zum 31. März 2012 Gültigkeit habe und damit nur die am 10. März 2012 neu zu wählende Verbandsspitze über seine Tätigkeit zu bestimmen habe.
Der neue belgische Trainer Paul Put erreichte in seinen ersten drei Spielen bei einer Niederlage zwei Unentschieden, wobei das 0:0 gegen Kongo nachträglich mit 0:3 gewertet wurde, da Hervé Zengué nicht spielberechtigt gewesen war. Damit war den Étalons in den 13 Spielen der Saison nur ein Sieg gelungen. Es gelang aber die Qualifikation für die AM 2013 in Südafrika in den Play-off-Spielen gegen die Zentralafrikanische Republik. Mit einem Sieg im Rückspiel war die Qualifikation gesichert. Vor dem Turnier trug das Team vier Testspiele aus, von denen zwei gewonnen wurden.
In Südafrika konnte die Mannschaft erstmals ein Meisterschaftsspiel außerhalb des eigenen Landes gewinnen, die Vorrunde als Gruppensieger abschließen und das Finale erreichen, das gegen Nigeria mit 0:1 verloren wurde. Der zweite Platz bedeutet den größten Erfolg für Burkina Faso bei Afrikameisterschaften. Danach kam Burkina Faso zu drei Siegen in der Weltmeisterschaftsqualifikation für das Turnier 2014. Nachdem das Team die Play-off-Runde der Weltmeisterschaftsqualifikation gegen Algerien erreicht hatte, verpasste es die Qualifikation zur WM nur aufgrund eines fehlenden Tores nach einem 3:2-Heimsieg und einer 0:1-Niederlage in Algerien.
Nach dem enttäuschenden Abschneiden bei der Afrikameisterschaft 2015 in Äquatorialguinea wurde Paul Put durch den Deutsch-Franzosen Gernot Rohr ersetzt, der zum Ende des Jahres aber schon wieder zurücktrat. Sein Nachfolger wurde mit Paulo Duarte ein alter Bekannter auf der burkinischen Trainerbank.

## Rekordspieler
Stand: 18. November 2024
Fett markierte Spieler sind noch aktiv.
| #   | Name                | Zeitraum  | Spiele | Tore |
| --- | ------------------- | --------- | ------ | ---- |
| 1.  | Charles Kaboré      | 2006–0000 | 102    | 04   |
| 2.  | Steeve Yago         | 2013–0000 | 86     | 01   |
| 3.  | Jonathan Pitroipa   | 2006–2019 | 84     | 19   |
| 4.  | Moumouni Dagano     | 1998–2013 | 83     | 34   |
| 4.  | Bakary Koné         | 2006–2019 | 83     | 0    |
| 6.  | Issoufou Dayo       | 2013-0000 | 81     | 09   |
| 7.  | Bertrand Traoré     | 2011–0000 | 80     | 21   |
| 8.  | Aristide Bancé      | 2003–2019 | 79     | 24   |
| 9.  | Madi Panandétiguiri | 2002–2013 | 66     | 02   |
| 9.  | Alain Traoré        | 2006–0000 | 66     | 21   |
| 11. | Abdoulaye Soulama   | 1997–2015 | 61     | 0    |

### Rekordtorschützen
Stand: 18. November 2024
Fett markierte Spieler sind noch aktiv.
| #  | Name              | Zeitraum  | Tore | Spiele |
| -- | ----------------- | --------- | ---- | ------ |
| 1. | Moumouni Dagano   | 1998–2013 | 34   | 83     |
| 2. | Aristide Bancé    | 2003–2019 | 24   | 79     |
| 3. | Alain Traoré      | 2006–0000 | 21   | 66     |
| 4. | Bertrand Traoré   | 2011–0000 | 21   | 80     |
| 5. | Jonathan Pitroipa | 2006–2019 | 19   | 84     |
| 6. | Préjuce Nakoulma  | 2012–2019 | 13   | 52     |
| 6. | Lassina Traoré    | 2017–0000 | 13   | 29     |
| 6. | Mamadou Zongo     | 1996–2013 | 13   | 30     |
| 9. | Oumar Barro       | 1996–2003 | 10   | 48     |
| 9. | Dango Ouattara    | 2021–0000 | 10   | 27     |
| 9. | Amadou Touré      | 1998–2006 | 10   | 30     |

## Nationaltrainer
| Name                 | Amtszeit  |
| -------------------- | --------- |
| Roubilat             | 1959      |
| Bernier              | 1959      |
| Moussa Namoko        |           |
| Issaka Tanli         |           |
| Martin Kaboré        | 1961–1965 |
| Mamadou Ouattara     |           |
| Guy Fabre            | 1966–1971 |
| Martin Kaboré        |           |
| Bernard Bayala       | 1971–1973 |
| Jacques Yaméogo      | 1973–1976 |
| Nouhoun Traoré       | 1976      |
| Otto Pfister         | 1976–1978 |
| Daniel Coulibaly     |           |
| Soumaïla Diallo      | 1984      |
| Pihouri Webonga      | 1987–1988 |
| Heinz-Peter Überjahn | 1988–1990 |
| Carlos Barrios       | 1991      |
| Amokrane Oualiken    | 1992      |
| Idrissa Traoré       | 1992–1996 |
| Calixte Zagré        | 1996      |
| Iwan Wuzow           | 1996–1997 |
| Malik Jabir          | 1997      |
| Philippe Troussier   | 1997–1998 |
| Didier Notheaux      | 1998–2000 |
| René Taelman         | 2000      |
| Sidiki Diarra        | 2000–2001 |
| Oscar Fulloné        | 2001–2002 |
| Jacques Yaméogo      | 2002      |
| Jean-Paul Rabier     | 2002–2004 |
| Ivica Todorov        | 2004      |
| Bernard Simondi      | 2005–2006 |
| Idrissa Traoré       | 2006–2007 |
| Didier Notheaux      | 2007      |
| Paulo Duarte         | 2008–2012 |
| Paul Put             | 2012–2015 |
| Gernot Rohr          | 2015      |
| Paulo Duarte         | 2016–2019 |
| Kamou Malo           | 2019–2022 |
| Hubert Velud         | 2022–2024 |
| Brama Traoré         | 2024–     |

## Austragungsorte und Länderspielgegner
Praktisch alle Heimspiele wurden in einem der beiden Stadien von Ouagadougou (Stade du 4-Août, Stade Dr Issoufou Joseph Conombo) ausgetragen, einige wenige fanden in Bobo-Dioulasso statt.
Erst achtmal trat die Mannschaft gegen nichtafrikanische Gegner an; gegen Katar und Südkorea, dreimal gegen Bahrain, zweimal gegen Oman und einmal gegen Kasachstan, wobei hier die nur aus in der einheimischen Liga spielenden Spielern bestehende Mannschaft, die Étalons locaux, antraten. Einige Testspiele gegen andere afrikanische Teams fanden auf europäischem Boden statt. Da die meisten Nationalspieler in Europa tätig sind, ist es weniger zeit- und kostenaufwändig, das Team in Europa für Training und Testbegegnungen zusammenzuziehen.

### Ergebnisse gegen deutschsprachige Mannschaften
Burkina Faso hat noch keine Spiele gegen deutschsprachige Nationalmannschaften ausgetragen.

## Ausrüster, Unterstützer und Sponsoren

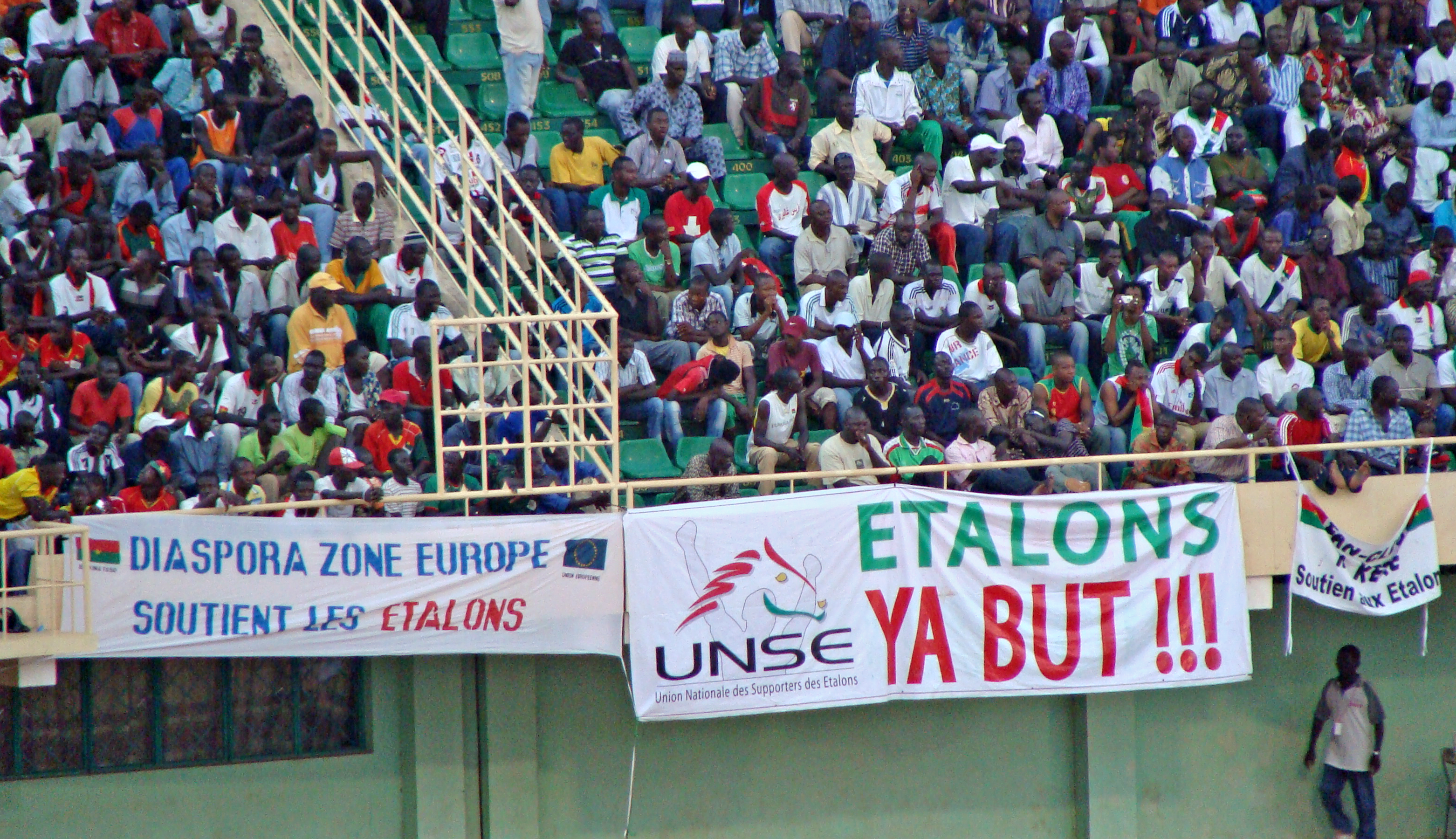
Unterstützer der Nationalmannschaft

Offizieller Ausstatter der Nationalmannschaft war von 2010 bis 2015 der Sportartikelhersteller Puma, von 2006 an war Airness Ausstatter gewesen. Seit 2015 ist Kappa Ausrüster des Teams.
1993 entstand mit Noufou Ouédraogo an der Spitze das Comité de soutien aux Étalons, ein „Fanclub“ der Nationalmannschaft. Nach Unstimmigkeiten wurde 2006 von Sportminister Jean-Pierre Palm die Union nationale des supporters des Étalons (UNSE) gegründet. Sie soll die Nationalteams aller Sportarten im Lande unterstützen. In der Union engagierten und engagieren sich unter anderem Großunternehmer wie Oumarou Kanazoé, Georges Fadoul oder Joseph Hage.

## Teilnahmen an Turnieren

### Teilnahmen an Weltmeisterschaften
- 1930 nicht teilgenommen
- 1934 nicht teilgenommen
- 1938 nicht teilgenommen
- 1950 nicht teilgenommen
- 1954 nicht teilgenommen
- 1958 nicht teilgenommen
- 1962 nicht teilgenommen
- 1966 nicht teilgenommen
- 1970 nicht teilgenommen
- 1974 nicht teilgenommen
- 1978 nicht qualifiziert
- 1982 nicht teilgenommen
- 1986 nicht teilgenommen
- 1990 nicht qualifiziert
- 1994 zurückgezogen
- 1998 nicht qualifiziert
- 2002 nicht qualifiziert
- 2006 nicht qualifiziert
- 2010 nicht qualifiziert
- 2014 nicht qualifiziert
- 2018 nicht qualifiziert
- 2022 nicht qualifiziert

### Teilnahmen an Afrikameisterschaften
- 1957 nicht teilgenommen
- 1959 nicht teilgenommen
- 1962 nicht teilgenommen
- 1953 nicht teilgenommen
- 1965 nicht teilgenommen
- 1968 nicht qualifiziert
- 1970 zurückgezogen
- 1972 zurückgezogen
- 1974 nicht qualifiziert
- 1976 nicht teilgenommen
- 1978 Vorrunde
- 1980 nicht teilgenommen
- 1982 nicht qualifiziert
- 1984 nicht teilgenommen
- 1986 nicht teilgenommen
- 1988 nicht teilgenommen
- 1990 nicht qualifiziert
- 1992 nicht qualifiziert
- 1994 zurückgezogen
- 1996 Vorrunde
- 1998 4. Platz
- 2000 Vorrunde
- 2002 Vorrunde
- 2004 Vorrunde
- 2006 nicht qualifiziert
- 2008 nicht qualifiziert
- 2010 Vorrunde
- 2012 Vorrunde
- 2013 2. Platz
- 2015 Vorrunde
- 2017 3. Platz
- 2019 nicht qualifiziert
- 2022 4. Platz
- 2024 Achtelfinale
- 2025 qualifiziert

### Teilnahmen an Afrikanischen Nationenmeisterschaften
- 2009 nicht qualifiziert
- 2011 nicht qualifiziert
- 2014 Vorrunde
- 2016 nicht qualifiziert
- 2018 Vorrunde
- 2020 Vorrunde (das Turnier wurde wegen der COVID-19-Pandemie in den Januar 2021 verlegt)
- 2023 nicht qualifiziert

(Erst seit 2014 werden die Spiele als A-Länderspiele gewertet)